# Artem Chernousov
Artem Chernousov, né le 10 janvier 1996 à Irkoutsk, est un tireur russe spécialiste du pistolet (pistolet à air comprimé à 10 mètres, pistolet standard à 25 mètres et le pistolet à 50 mètres).
Il a remporté la médaille d'argent de l'épreuve de pistolet à 10 m
air comprimé par équipe mixte aux Jeux olympiques d'été de 2020 à Tokyo. Il a également remporté de nombreuses médailles aux Championnats d'Europe, dont sept médailles d’or entre 2017 et 2021, ainsi que deux médailles d’argent et deux de bronze. En 2018, Chernousov est également devenu champion du monde. 